# Den Norske Turistforening
Il Den Norske Turistforening (DNT) (in italiano Associazione Norvegese per il Trekking) è la più grande organizzazione norvegese di attività all'aria aperta e del turismo. Ha lo scopo di promuovere le attività di montagna senza l'uso di mezzi meccanici. L'associazione raggruppa 57 enti regionali e conta più di 240'000 membri.

## Storia

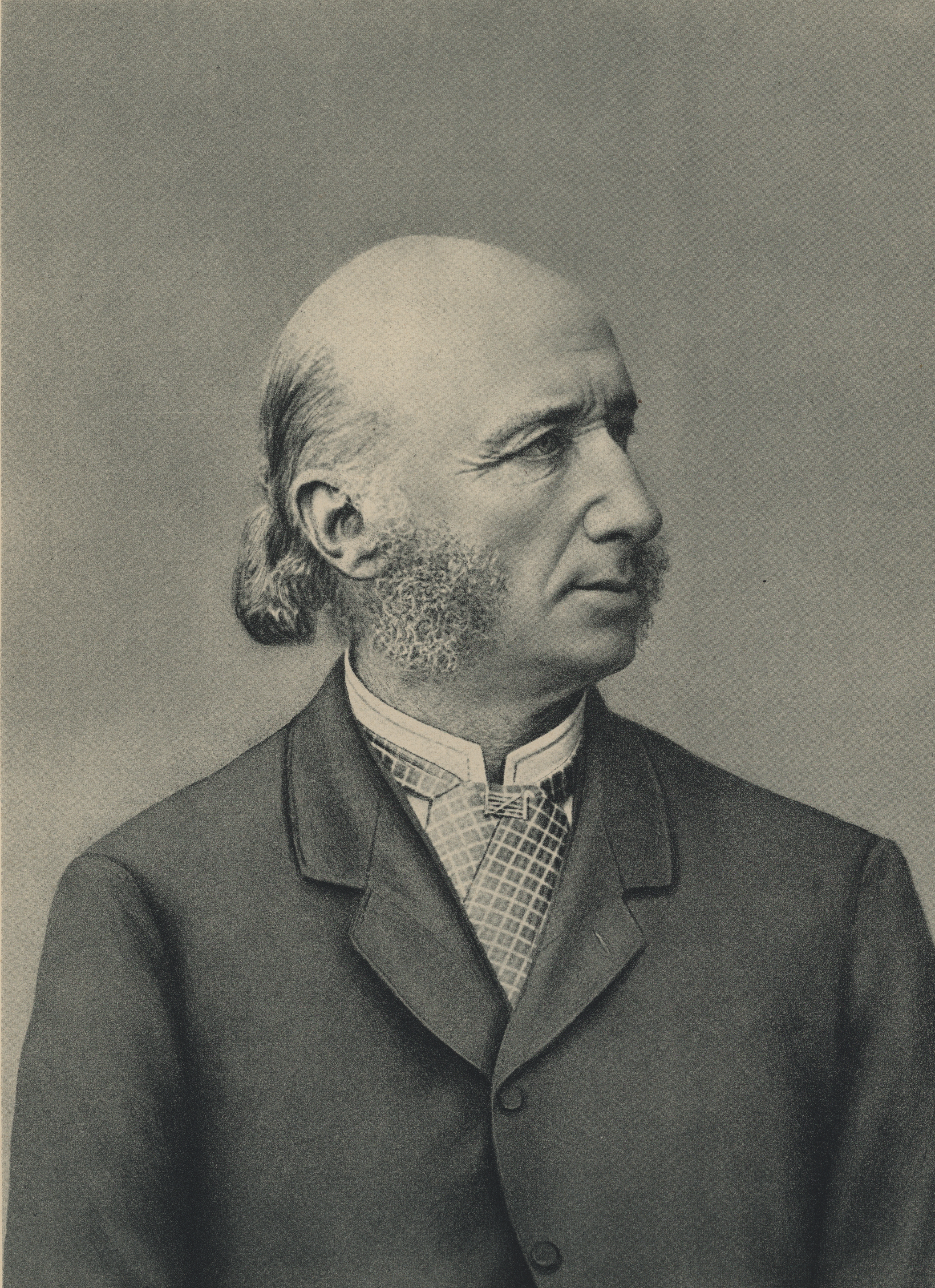
Thomas Heftye, fondatore del DNT.

Il Den Norske Turistforening è stato fondato il 21 gennaio 1868 dal banchiere e filantropo norvegese Thomas Heftye con lo scopo di "aiutare e sviluppare il turismo di questo Paese". 223 membri parteciparono al primo incontro di raccolta fondi, che aveva in agenda appunto la sostenibilità del finanziamento dell'associazione di escursionismo. La sede fu stabilita ad Oslo e la Oslo og Omegn (Oslo e dintorni) fu la prima suddivisione regionale.
Nel corso degli anni il numero dei soci è gradualmente aumentato fino ai 241'620 del 2011. Tra questi spiccano anche alcuni "soci onorari", tra cui Kofi Annan e Katie Melua.
Il primo rifugio del DNT è stato Krokan, aperto nel 1868 presso la cascata di Rjukan, nel comune di Tinn nel Telemark. In seguito la cascata fu destinata alla produzione di energia idroelettrica e il DNT vendette il rifugio. Recentemente il rifugio è stato riaperto e si trova sulla strada che collega Tinn a Vinje. Seguirono poi i rifugi di Tyinhytten (1870), Memurubu e Gjendebu (1872).

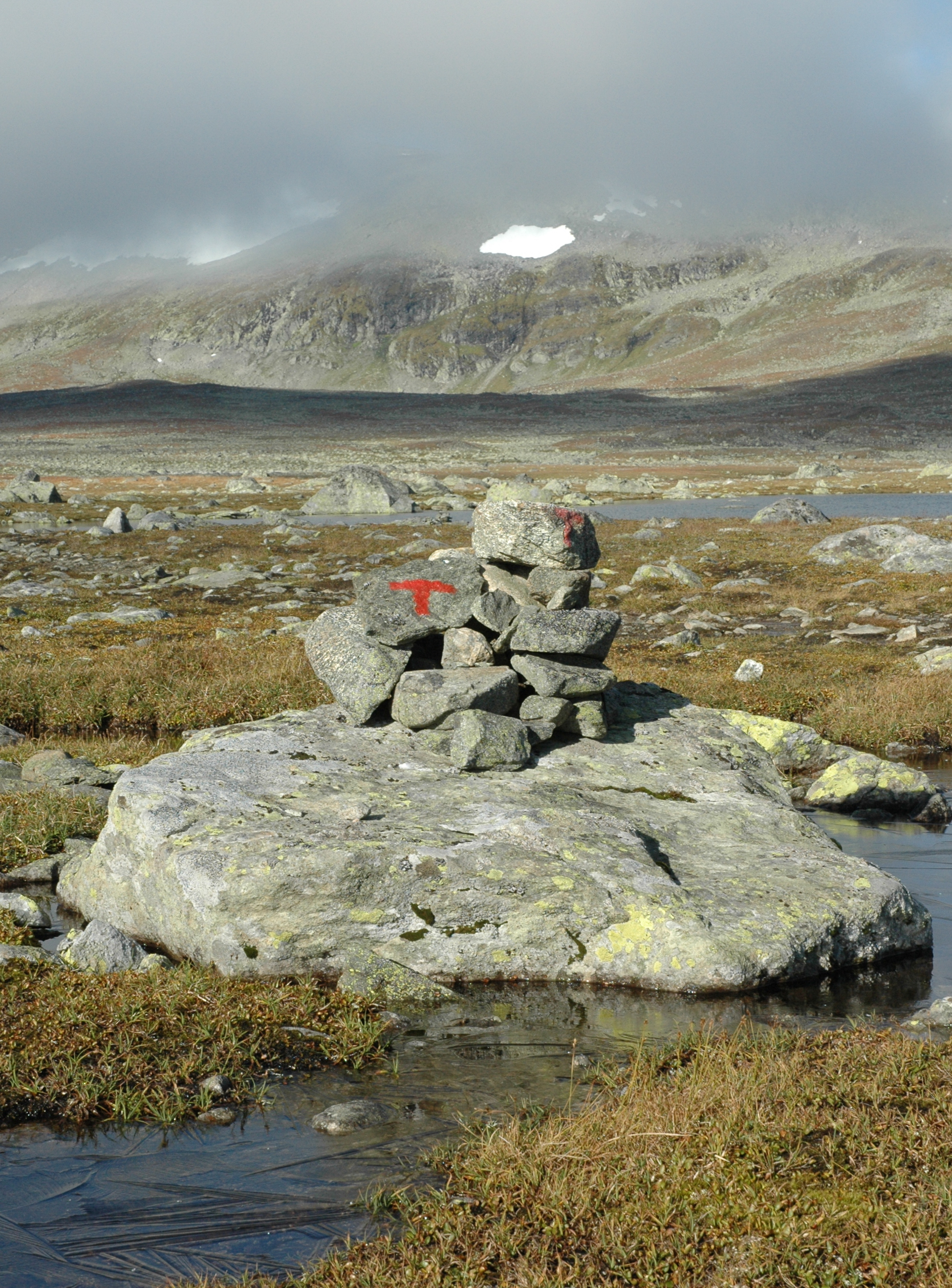
Un sentiero segnato con la "T" rossa, la caratteristica del DNT.

## Attività
L'associazione promuove ogni sorta di attività all'aria aperta in maniera semplice, sicura ed ecosostenibile. Le associazioni locali contano più di 450 rifugi sparsi su tutto il territorio norvegese, 20 000 km di sentieri segnati e 7 000 km di piste sciistiche segnate; questi sono marcati con una "T" rossa, spesso su una piramide di pietre detta ometto. I sentieri sono generalmente progettati per poter essere percorsi in meno di una giornata di cammino.
Il DNT, inoltre, organizza escursioni, corsi ed attività varie all'aria aperta.

### Rifugi
Soltanto 43 rifugi sono presidiati. Gli altri sono utilizzabili senza servizio, alcuni con provviste altri senza. La maggior parte dei rifugi non presidiati sono dotati di pannelli solari per la generazione di energia elettrica, ma spesso non dispongono di acqua corrente.
Le mappe su cui sono segnalati i rifugi utilizzano la seguente simbologia:
- : Indica un rifugio presidiato, dotato di camere da 2 o 4 posti letto o dormitori, spesso con docce ed alimentazione elettrica; inoltre servono colazione e cena. Generalmente sono aperte solo in determinati periodi dell'anno, e sono parzialmente per nulla servite negli altri periodi. I rifugi più grandi possono ospitare fino a 200 turisti. Ad aprile 2013 i rifugi presidiati del DNT ammontavano a 43[8].
- : Indica un rifugio self-service, senza personale ma attrezzata con cucina e dotata di provviste alimentari e di tutto il necessario per gli escursionisti (legna da ardere, gas, posate, coperte, etc.). Gli alloggi generalmente sono costituiti da dormitori comuni da 5-30 letti. Durante l'alta stagione sono aperti, a volte con un custode incaricato di mantenere il rifugio in ordine ed aiutare gli escursionisti; in bassa stagione possono essere chiusi o accessibili con una chiave standard reperibile presso gli uffici delle varie sezioni del DNT.
- : Indica un rifugio spresidiato e sprovvisto di scorte alimentari; anche se possono essere dotate di attrezzature come quelle disponibili nei rifugi self-service. I servizi disponibili in ciascun rifugio sono descritti nelle guide e sul sito internet del DNT; nella maggior parte dei casi comunque è necessario dormire nei sacchi a pelo. Molti di questi rifugi sono chiusi in alcuni periodi dell'anno.
- : Indica un rifugio dove è necessaria la prenotazione. Nella maggior parte dei rifugi del DNT, invece, le prenotazioni non sono accettate.
- : Indica un rifugio di emergenza senza alcuna attrezzatura, né scorte alimentari.

## Organizzazione
Il presidente attuale è Berit Kjøll. Dal gennaio 2006 Kristin Krohn Devold (precedentemente Ministro della Difesa) ha assunto la carica di segretario generale.
L'associazione è suddivisa in 57 enti regionali:
A
- Ålesund–Sunnmøre Turistforening
- Alta og Omegn Turlag
- Arendal og Oppland Turistforening

B
- Bergen Turlag
- Bodø og Omegns Turistforening
- Brurskanken Turlag

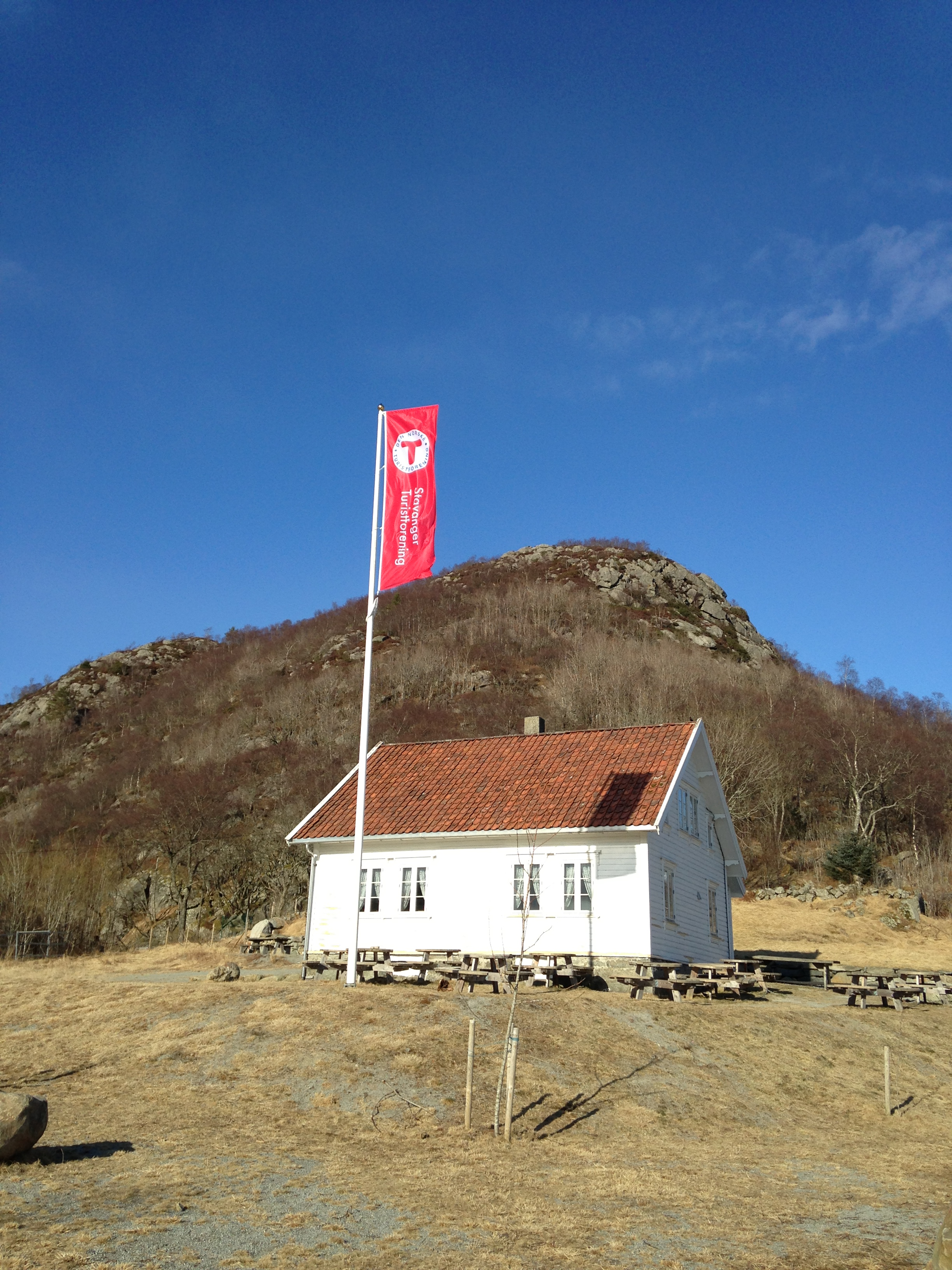
Il rifugio Gramstad, nei pressi di Sandnes, gestito dallo Stavanger Turistforening

- Brønnøysund og Omegn Turistforening

D
- DNT Oslo og Omegn
- Drammens og Oplands Turistforening

E
- Engerdal og Trysil Turlag

F
- Finnskogen Turistforening
- Fredrikstad Turlag

G
- Gjøvik og Toten Turlag

H
- Hadeland Turlag

- Hamar og Hedemarken Turistforening
- Hammerfest og Omegn Turlag
- Harstad Turlag
- Haugesund Turistforening
- Hemnes Turistforening
- Holmestrand og Omegn Turistforening
- Horten og Omegn Turistforening

K
- Kongsberg og Omegns Turistforening
- Kristiansand og Opplands Turistforening
- Kristiansund og Nordmøre Turistforening

L
- Larvik og Omegns Turistforening
- Lillehammer og Omland Turistforening
- Lofoten Turlag

M
- Molde og Romsdals Turistforening

N
- Narvik og Omegn Turistforening
- Nord-Salten Turlag
- Nord-Trøndelag Turistforening
- Nordkapp og Omegn Turlag

- Notodden Turlag

R
- Rana Turistforening
- Rena og Omegn Turistforening
- Ringerikes Turistforening

S
- Sandefjord og Oplands Turistforening
- Sandnessjøen og Omegn Turistforening
- Skien–Telemark Turistforening
- Smaalenene Turistforening
- Sogn og Fjordane Turlag
- Stavanger Turistforening
- Sulitjelma og Omegn Turistforening
- Sør-Varanger og Omegn Turistforening

T
- Tistedalen Friluftslag
- Troms Turlag
- Trondhjems Turistforening
- Tønsberg og Omegn Turistforening

V
- Varangerhalvøya Turlag
- Vesterålen Turlag
- Voss Utferdslag

## Galleria d'immagini

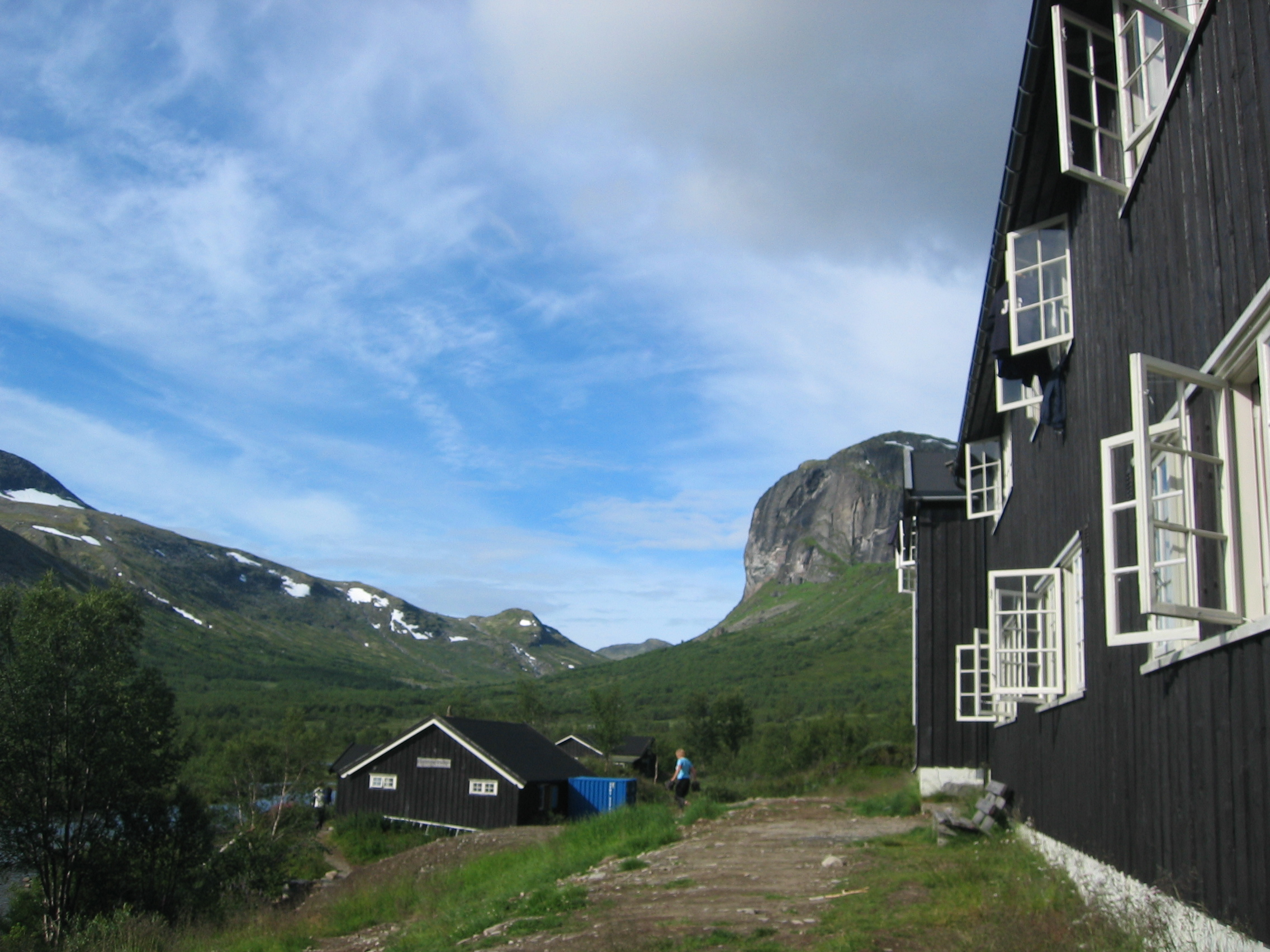
Il rifugio Gjendebu nei pressi del lago Gjende, nei monti Jotunheimen; uno dei primi del DNT.
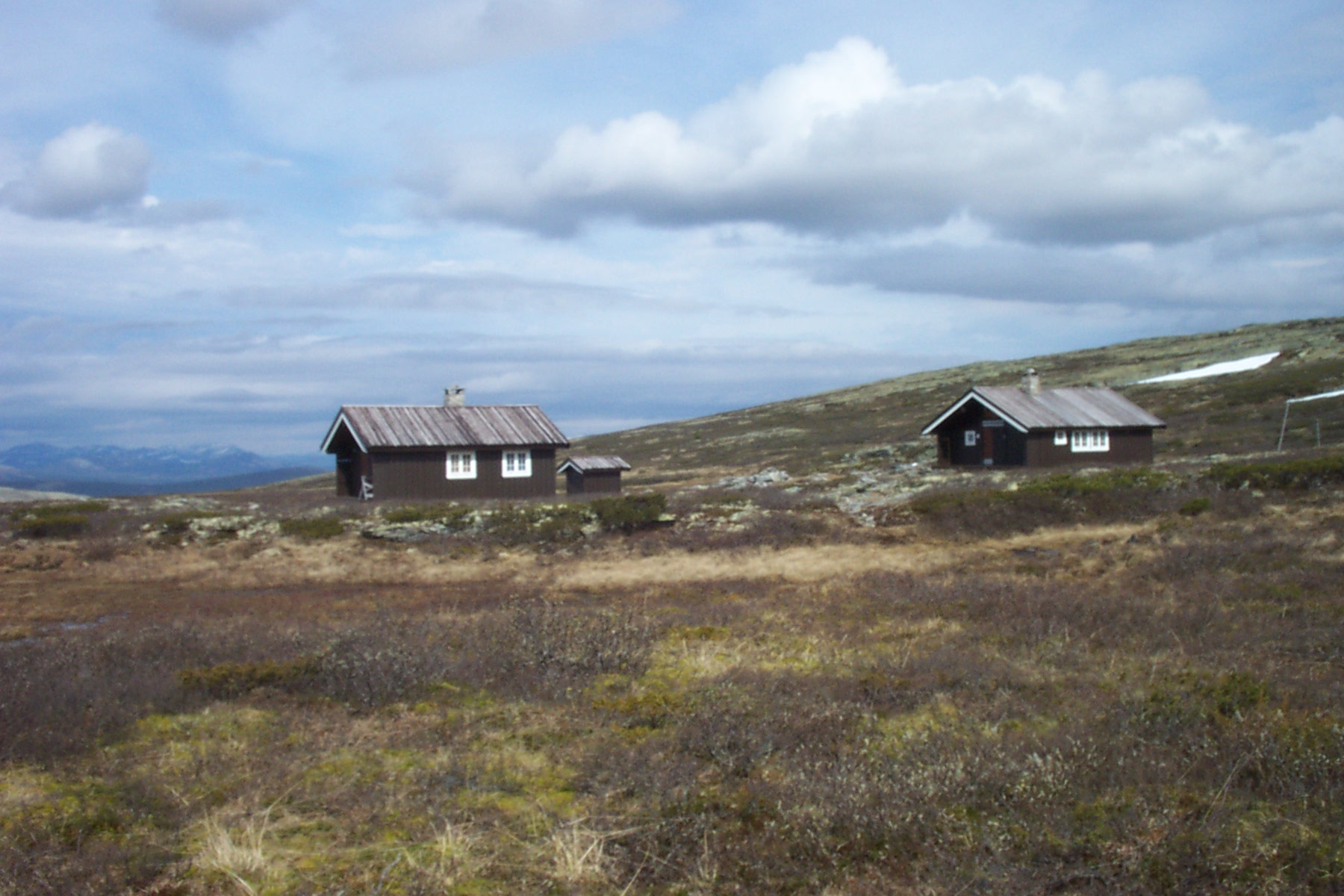
Il rifugio Jammerdalsbu a 1130 m di quota, nel Parco nazionale Rondane.
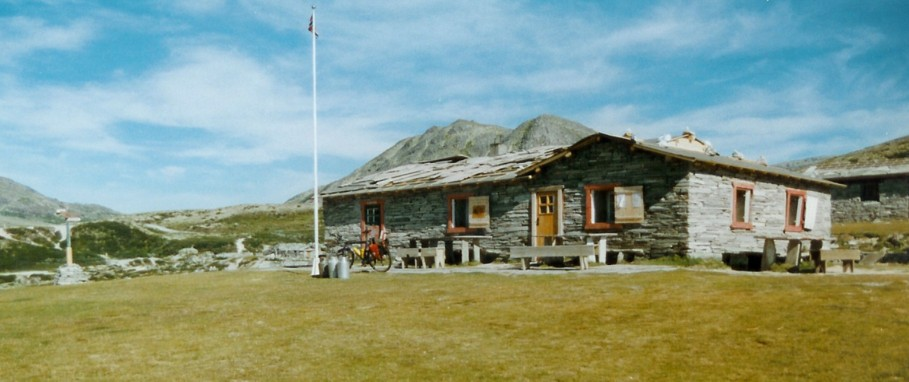
Il rifugio Peer Gynt-hytta sempre nel Parco nazionale Rondane.
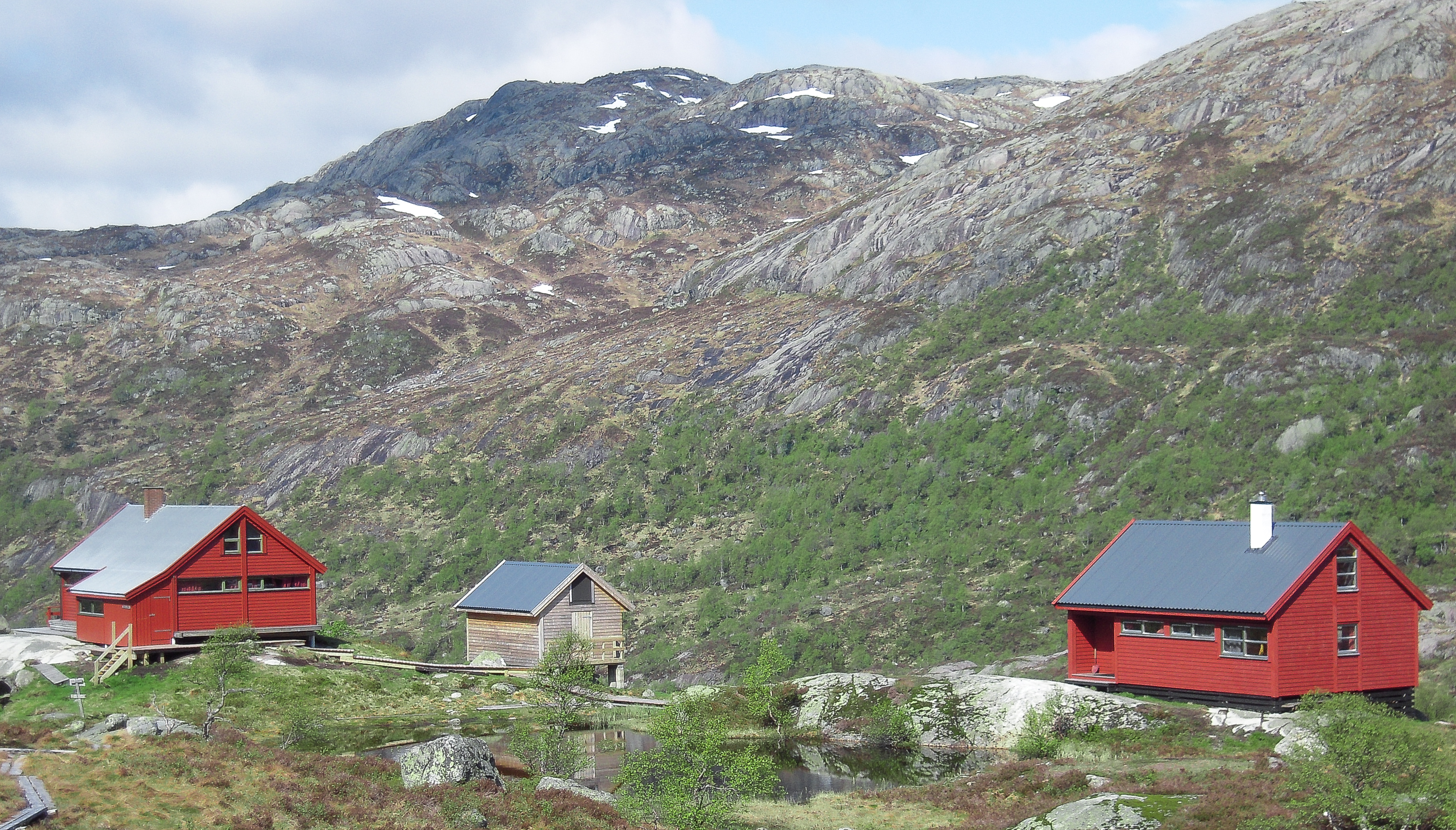
Il rifugio Blåfjellenden a Gjesdal, Rogaland.
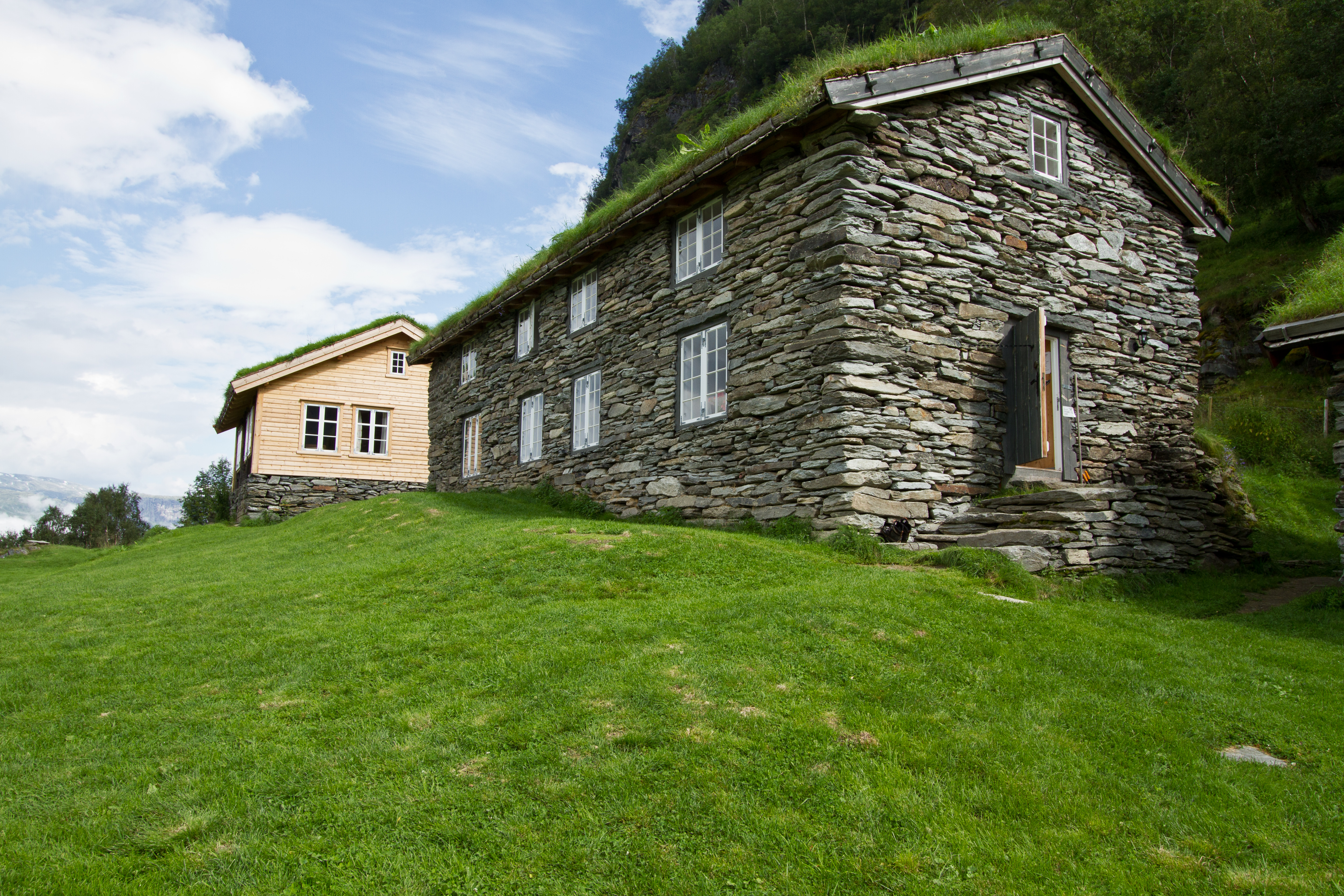
Il rifugio Fuglesteg, 630 m di quota, a Luster, Vestland.
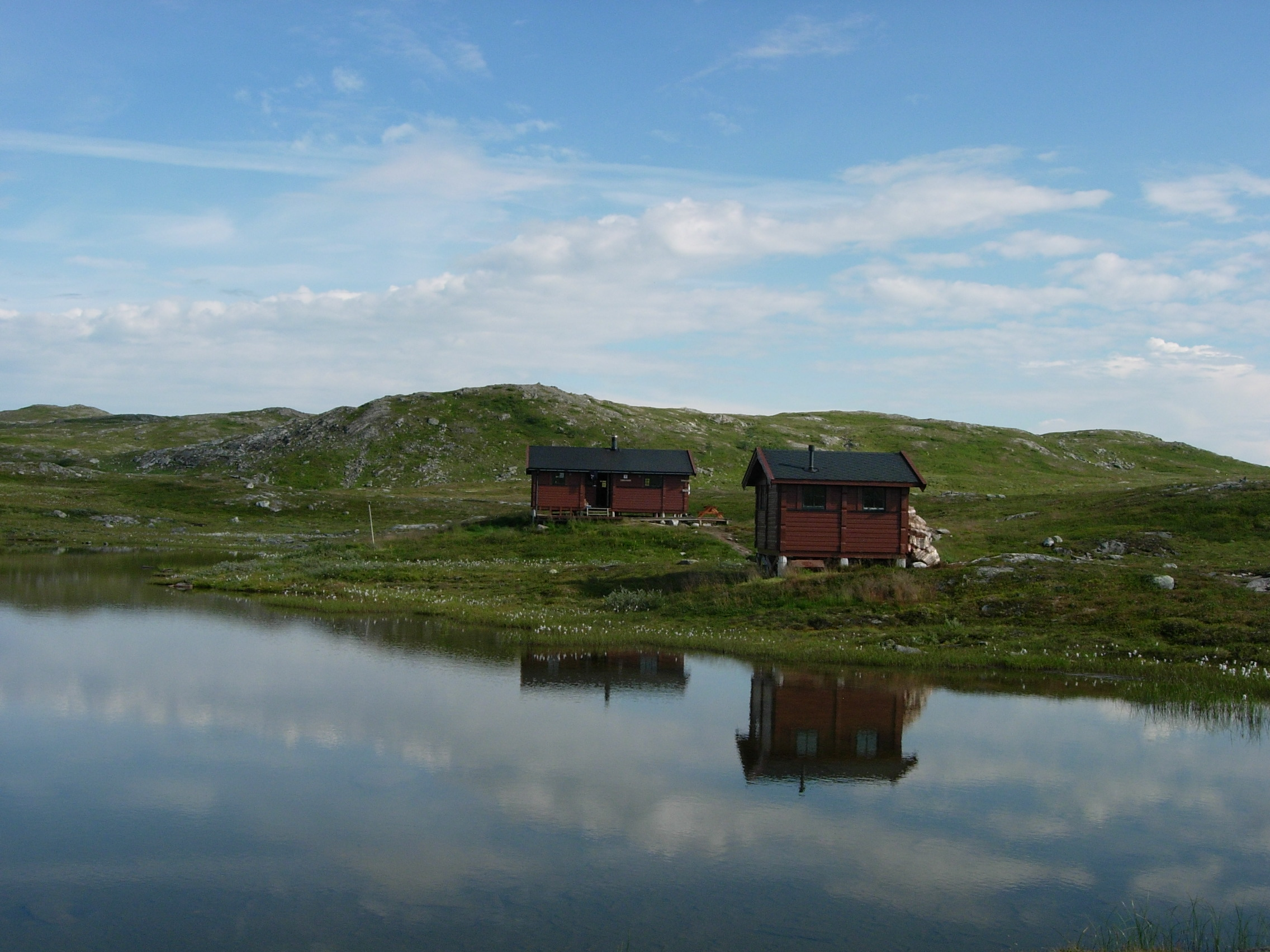
Il rifugio Tverrbrennstua, 555 m di quota, a Bodø, Nordland.
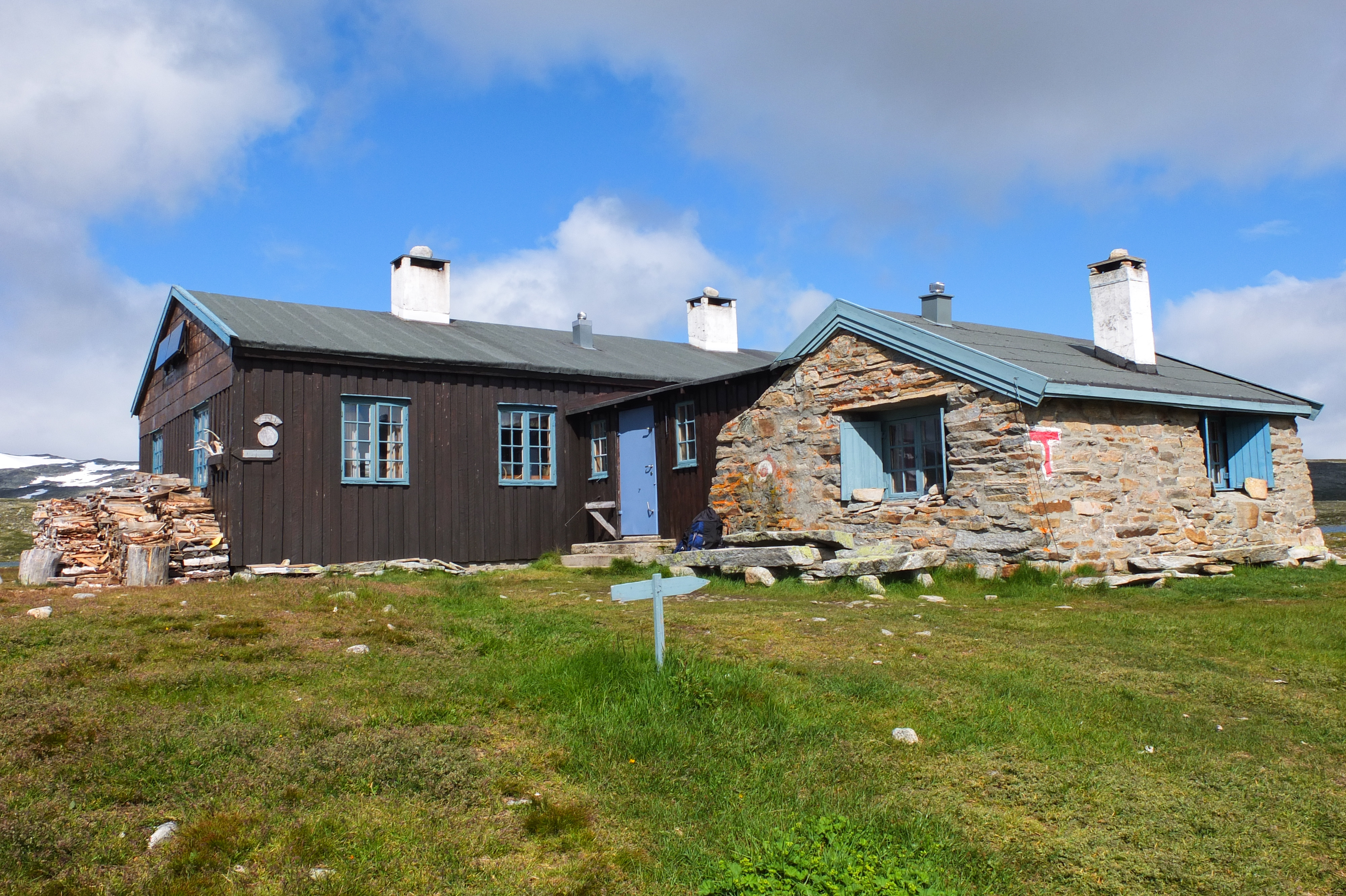
Il rifugio Åmotdalshytta, nei pressi del monte Snøhetta, a Dovre, Innlandet.
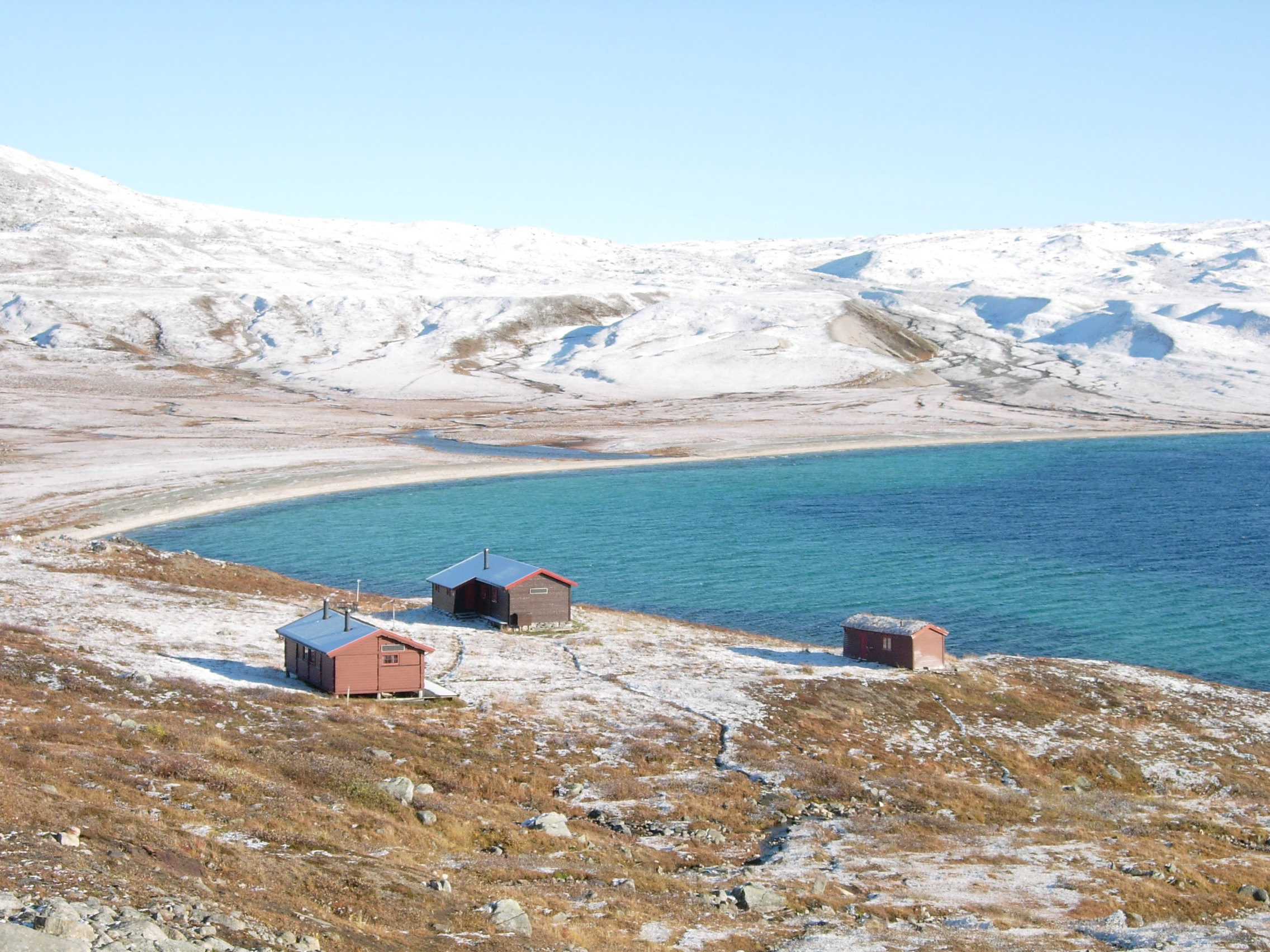
Il rifugio Bjellåvasstua, a Saltdal, Nordland, all'interno del Parco nazionale Saltfjellet-Svartisen.
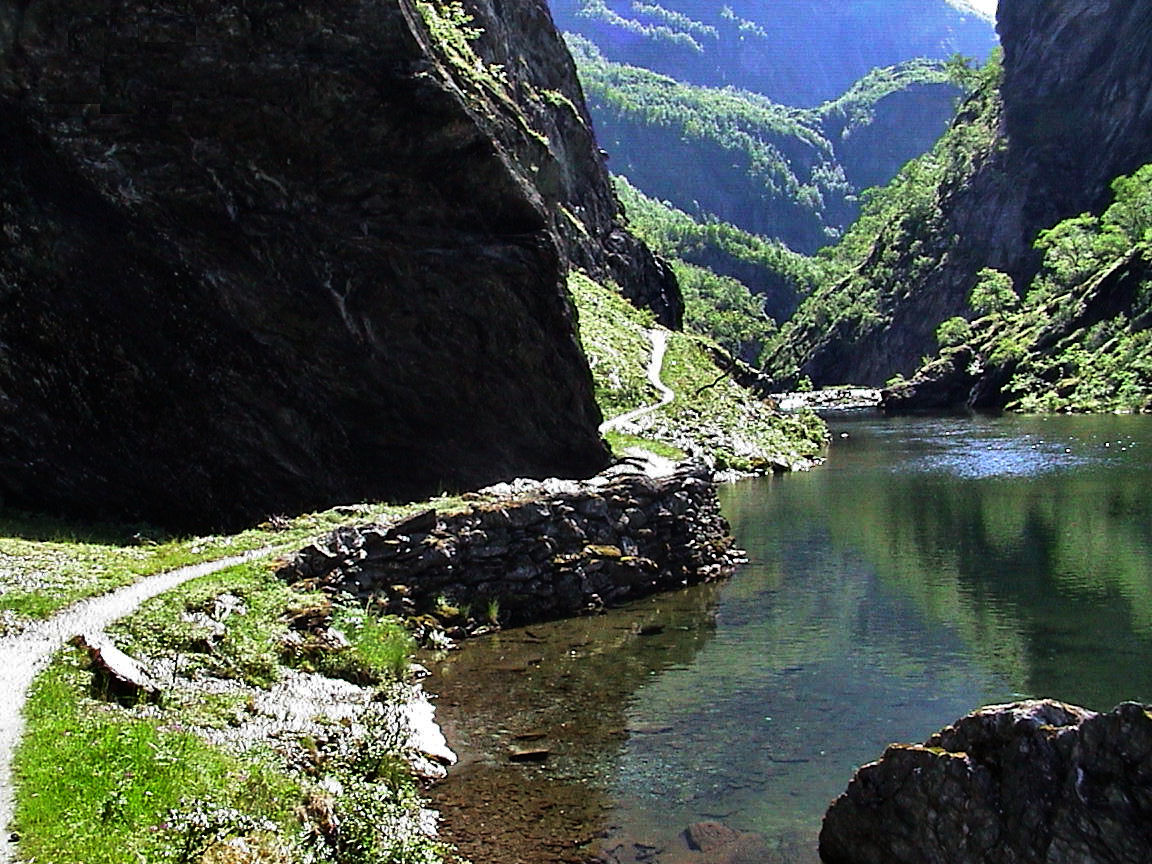
Il sentiero sotto Holmen, vicino Heimrebø, nel comune di Aurland, contea di Vestland.
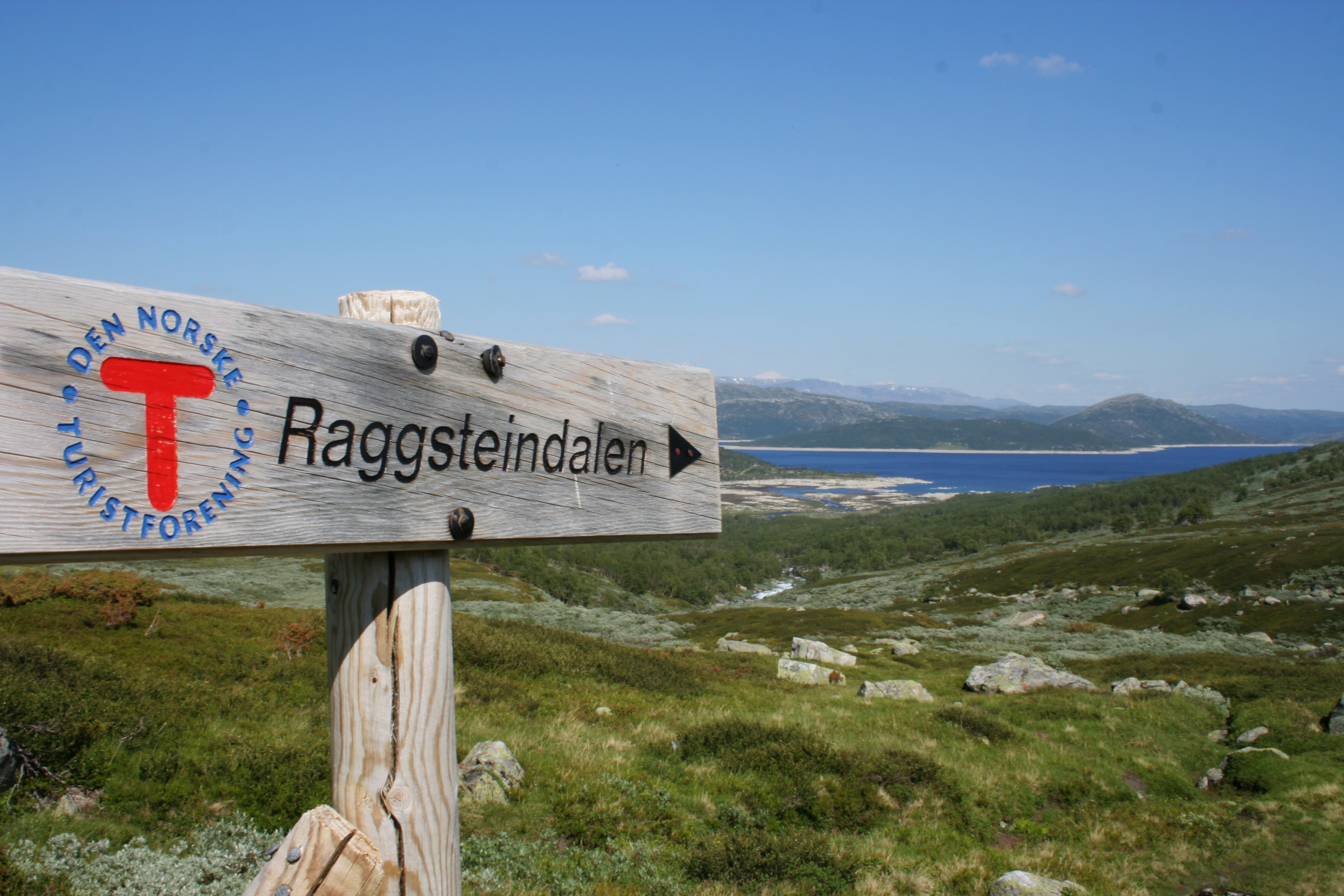
L'indicazione per il rifugio Raggsteindalen Høyfjellsstue sulle sponde del lago Strandavatnet, a Hol nella contea di Buskerud.